# Логиновское муниципальное образование (Краснокутский район)
Логиновское муниципальное образование — сельское поселение в Краснокутском районе Саратовской области Российской Федерации.
Административный центр — село Логиновка.

## История
Статус и границы сельского поселения установлены Законом Саратовской области от 27 декабря 2004 года № 104-ЗСО «О муниципальных образованиях, входящих в состав Краснокутского муниципального района».

## Население
| 2010  | 2011  | 2012  | 2013  | 2014  | 2015  | 2016  |
| ----- | ----- | ----- | ----- | ----- | ----- | ----- |
| 1794  | ↘1791 | ↗1822 | ↘1817 | ↗1856 | ↗1891 | ↗1927 |
| 2017  | 2018  | 2019  | 2020  | 2021  |       |       |
| ↘1926 | ↘1921 | ↘1914 | ↘1900 | ↘1757 |       |       |

## Состав сельского поселения
| № | Населённый пункт | Тип населённого пункта       | Население |
| - | ---------------- | ---------------------------- | --------- |
| 1 | Дьяконовка       | село                         | ↘128      |
| 2 | Константиновка   | село                         | ↘545      |
| 3 | Логиновка        | село, административный центр | ↘797      |
| 4 | Рудня            | село                         | ↗324      |